# Aleksandar Glamočak
Aleksandar Glamočak (Vukovar, 25. siječnja 1982.), hrvatski je nogometaš.

## Klupska karijera
Prve nogometne korake Glamočak je ostvario u vukovarskoj Vuteks-Slogi. Kao srednjoškolac odlazi u novosadsku Vojvodinu, gdje prolazi kroz mlađe kategorije. Na posudbu iz Vojvodine odlazi u OFK Slavija Novi Sad. Od 2002. godine član je HNK Vukovar '91, gdje ostaje do 2008. godine, jedno vrijeme noseći i kapetansku traku. U ljeto 2008. godine prelazi u grčki Anagennisi Giannitsa F.C. gdje igra jednu sezonu. Sljedeće sezone prelazi u drugi grčki klub Anagennisi Epanomi F.C. Nakon dvije sezone provedene u inozemstvu, vraća se u rodni Vukovar, te postaje prvotimac bjelobrdskog BSK-a. S BSK-om u prvoj sezoni osvaja 4. HNL Istok, a već naredne sezone osvaja i 3. HNL Istok. Nakon jesenskog dijela sezone 2012./13., vraća se u Anagennisi Epanomi F.C., gdje ostaje samo do kraja sezone. Ponovnim povratkom u Hrvatsku, potpisuje ugovor s HNK Vukovar 1991, za koji nastupa u sezoni 2013./14. Završetkom sezone 2013./14. prelazi u NK Vuteks-Sloga Vukovar. Tu ostaje jednu sezonu, te prelazi u NK Borac Bobota. Nakon jedne sezone, ponovno se vraća u Vuteks-Slogu.

## Reprezentativna karijera
Početkom 2016. godine formirana je Nogometna reprezentacija Srba iz Hrvatske, sastavljena od nogometaša srpske nacionalne manjine iz Hrvatske. Aleksandar Glamočak je postavljen za kapetana ove selekcije. Na predstojećoj Europeadi koja se održala u Južnom Tirolu 2016. godine zauzeli su 12. mjesto u ukupnom poretku od 24 momčadi.

## Trenerska karijera
Godine 2016. u Vukovaru se osniva malonogometni klub Bata Borovo, za koji Aleksandar Glamočak u početku igra, a kasnije postaje pomoćni trener kluba.

## Naslovi
- 4. HNL Istok:

2010./11. (NK BSK Bijelo Brdo)
- 3. HNL Istok:

2011./12. (NK BSK Bijelo Brdo)
- Nogometni kup Vukovarsko-srijemske županije:

2004./05. (NK Vukovar '91)
2005./06. (NK Vukovar '91)
2007./08. (NK Vukovar '91)
2014./15. (NK Vuteks-Sloga Vukovar)
- Kup Županijskog nogometnog saveza Osječko-baranjske županije:

2010./11. (NK BSK Bijelo Brdo)